# Austrophorocera fasciata
Austrophorocera fasciata är en tvåvingeart som först beskrevs av Townsend 1928.  Austrophorocera fasciata ingår i släktet Austrophorocera och familjen parasitflugor. Inga underarter finns listade i Catalogue of Life.